# Pseudophilyra woodmasoni
Pseudophilyra woodmasoni is een krabbensoort uit de familie van de Leucosiidae. De wetenschappelijke naam van de soort is voor het eerst geldig gepubliceerd in 1896 door Alcock.